# Ивалис
Ивали́с (англ. Ivalice, яп. イヴァリース) — вымышленная вселенная, созданная японским геймдизайнером Ясуми Мацуно; в этом мире происходит действие компьютерных игр Final Fantasy XII, Vagrant Story и Final Fantasy Tactics, а также их продолжений, спин-оффов, новелл и радиопьес по мотивам. Название «Ивалис» относится в разных играх как ко всему миру в целом, так и к отдельному географическому региону или даже одной конкретной стране. По словам Мацуно, Ивалис — очень сложный мир с долгой историей. Для игр Мацуно, в том числе и посвящённых Ивалису, характерна весьма тщательная разработка политической и религиозной тематики.
Хотя действие игр происходит в разные эпохи и в разных регионах вымышленного мира, в целом Ивалис достаточно един: это мир, напоминающий позднее европейское средневековье, где действует магия и наряду с людьми живут представители множества иных, нечеловеческих народов. В Ивалисе также присутствуют многие традиционные элементы Final Fantasy, такие, как чокобо, мугли, эсперы, волшебные кристаллы и тому подобное.
В Final Fantasy Tactics Ивалис наиболее сильно напоминает средневековую Европу. В этой игре такое название носит суверенная страна, окружённая недоброжелательными соседями — Ордалией и Романдой. Представители нечеловеческих разумных рас в игре не присутствовали, Ивалис населён исключительно людьми. Политически Ивалис в этой игре похож на Англию времён Войны Алой и Белой розы, официальная религия Ивалиса представляет собой аллюзию на христианство. Final Fantasy Tactics также содержит такие фантастические элементы, как роботов и летающие корабли, но они в игре являются наследием прошлой цивилизации, уничтоженной некоей катастрофой.
Действие Vagrant Story также происходит в средневековье Ивалиса, где, правда, не появляются даже традиционные элементы Final Fantasy. В этой игре действие происходит в мёртвом городе Леа Монд в королевстве Валендия, потрясенном гражданской войной и религиозными распрями.
В Final Fantasy Tactics Advance и её сиквеле Final Fantasy Tactics A2: Grimoire of the Rift Ивалис определяется двояко: как находящийся на Земле город Сент-Ивалис и как искусственный фантастический мир, создаваемый при помощью чудесной книги Гран-Гримуар. В Final Fantasy Tactics Advance этот мир был создан в воображении героя-ребенка под впечатлением от некой игры Final Fantasy, по-видимому, Final Fantasy XII. В этих играх Ивалис уже заселён, кроме людей, и нечеловеческими расами — бангаа, виерами, муглями и прочими.
В самой Final Fantasy XII Ивалис представляет собой географический регион мира; основное действие игры происходит на Галтейском полуострове. По названиям окружающих стран — Ордалии на юго-западе и Валендии на севере — можно понять, что события Final Fantasy XII разворачиваются восточнее, чем в Final Fantasy Tactics, но южнее, чем в Vagrant Story. Ивалис, как и в Tactics и Tactics Advance, населяют разнообразные разумные существа, живущие в одном обществе с людьми. Культура Ивалиса эклектична; в нём все ещё используют мечи, луки и носят доспехи, однако при этом используется и огнестрельное оружие, огромные машины, летающие корабли и тому подобное. Согласно разработчикам игры, география и культура Ивалиса во многом построены на географии и культуре Средиземноморья, в частности, архитектуры Турции и арабских стран.

## Регионы Ивалиса
(по Final Fantasy Tactics)
В Ивалисе различают регионы:
- Галион— находится на западе Ивалиса. Столица — Замок Eagrose. Правитель — Герцог Бестральд Ларг.
- Фовохам — находится на северо-западе. Столица — Замок Riovannes. Правитель — Великий герцог Баррингтон.
- Муллонд — находится на юго-западе. Затоплен. Столица — одноимённый монастырь. Правитель как таковой отсутствует.
- Лимберри — находится на юго-востоке. Столица — одноимённый замок. Правитель — Маркиз Эльмдор.
- Лионель — находится на юге. Столица — одноимённый замок. Правитель — кардинал Альфонс Делакруа.